# Cigeľka
Cigeľka (antes (en húngaro) Cigelka, el Ruthenian Цигелка) es el pueblo eslovaco en el distrito de Bardejov ruteno y la población romaní. 
Se encuentra en el valle de la Oľchovec arroyo debajo de la montaña Busov (1002 metros), cerca de la frontera entre Eslovaquia y Polonia. Hay un templo griegocatólico llamado Kozma Santos y Damián, construido en 1816, en su posterior Prešov obispo Pavol Peter Gojdič primero misa servido.

## Historia
La primera mención escrito de Cigeľka es de 1414. En los siglos siguientes perteneció a la Makovica grande proprietà.
En el siglo XIX, el pueblo se vio afectado por la emigración a Norteamérica por razones económicas, en 1947 la proporción de personas que a instigación de las autoridades soviéticas se trasladó a Ucrania (especialmente en los pueblos Chomut, nombre actual Zelenyj Haj - Зелений Гай), donde desde los años sesenta del siglo 20. Pero al comienzo del siglo 21 siglo, la mayoría volvieron gradualmente a Eslovaquia.
En el pueblo hay un monumento a las víctimas de la Segunda Guerra Mundial de Cigeľka - que se centra en siete muchachos que fueron enviados a combatir en la guerra sin el entrenamiento apropiado, y varias familias judías cuyos miembros murieron en campos de concentración. El monumento fue inaugurado en octubre de 1989. El autor es el pintor Mikuláš Lovacký.

## Demografía
| Año        | 1994 | 2004     | 2014     | 2024     |
| ---------- | ---- | -------- | -------- | -------- |
| Población  | 360  | 466      | 556      | 620      |
| Diferencia |      | +29,44 % | +19,31 % | +11,51 % |

| Año        | 2023 | 2024    |
| ---------- | ---- | ------- |
| Población  | 611  | 620     |
| Diferencia |      | +1,47 % |

## Agua mineral
Hay un manantial de agua mineral. Almanaque de los balnearios de Checoslovaquia creó en 1949 en Cigeľka un spa para tratar enfermedades del estómago, respiratorias, cardiovasculares y la piel. En la actualidad, Cigeľka no tiene estatus de la villa de baños. Durante la Primera República se encontraban también balneario cerca de manantial de agua mineral. Además del agua sal mineral emanar en Cigeľka agua acidula de docenas de fuentes.

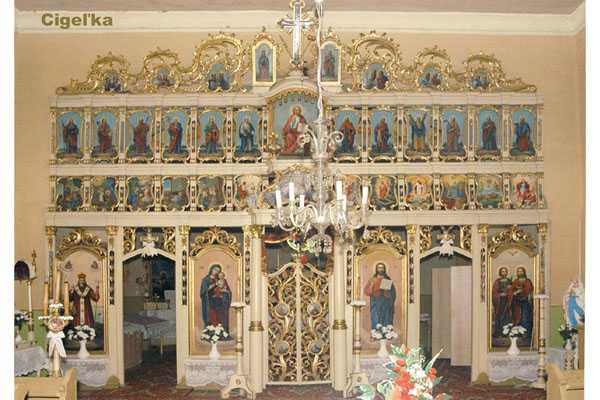
Iconostasio Santos Cosme y Damián en el Templo Cigeľka
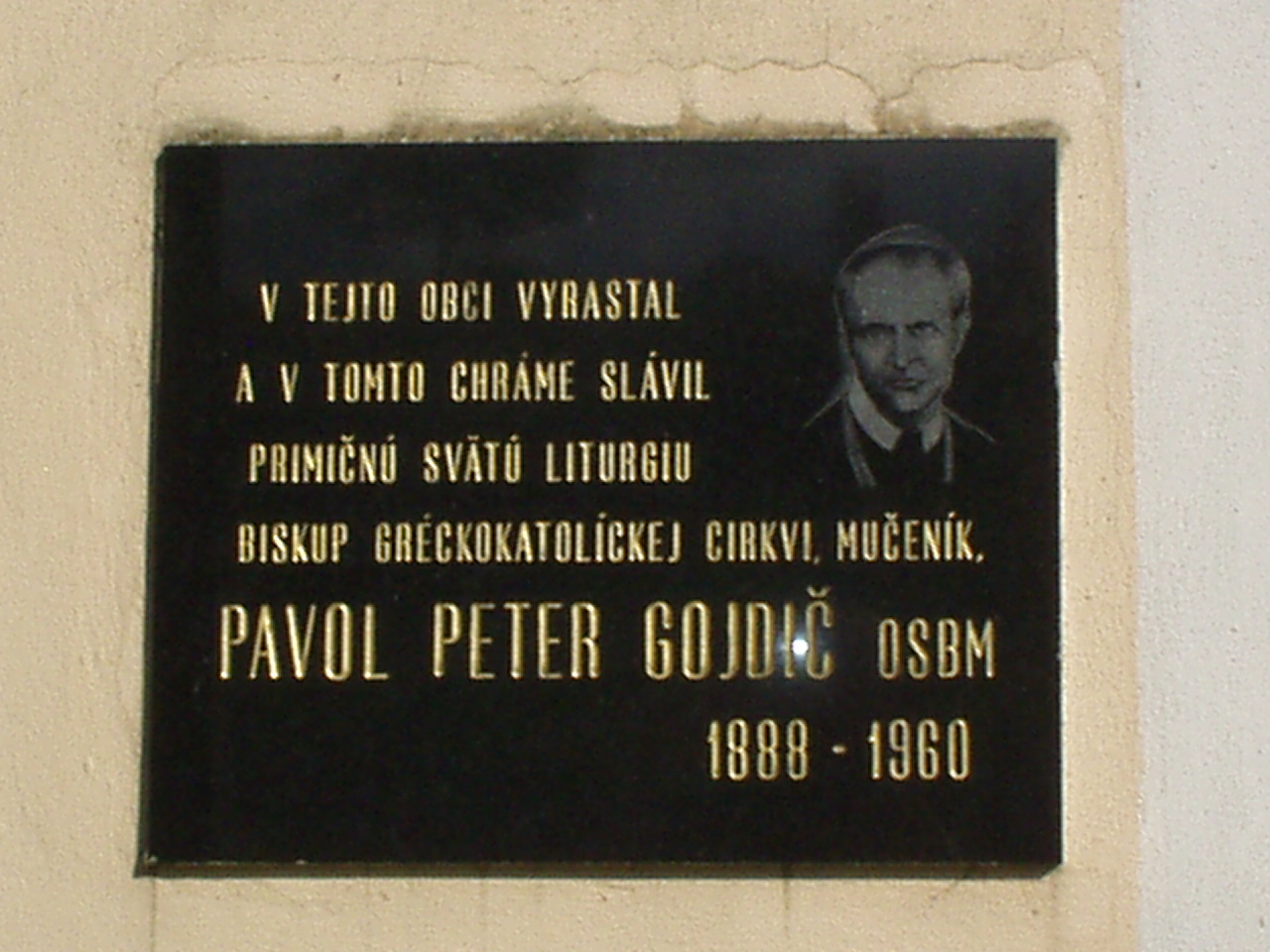
Placa conmemorativa en la pared del templo los santos Cosme y Damián en Cigeľka
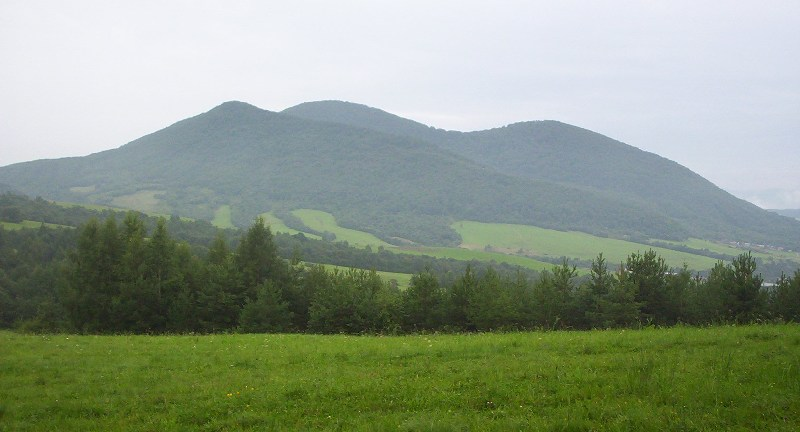
El monte Busov encima de Cigeľka